# Trybunał inkwizycji w Faenzy
Trybunał inkwizycji w Faenzy – sąd inkwizycyjny, mający swą siedzibę w Faenzy w Państwie Kościelnym. Istniał w latach 1567–1859 (z przerwą 1797–1824) i był częścią struktur inkwizycji rzymskiej.

## Historia
Region Romanii od 1254 objęty był działalnością inkwizytorów z zakonu franciszkanów, mianowanych przez władze tego zakonu. Nie mieli oni z góry ustalonej siedziby, ale z pewnością konwent franciszkański w Faenzy był jednym z ich głównych ośrodków. Jednak kiedy w latach 40. XVI wieku w Faenzy władze kościelne stwierdziły wzrost popularności idei reformacji, franciszkańscy inkwizytorzy okazali się niezdolni do adekwatnej reakcji. Z tego względu papież Paweł III, który w 1542 utworzył w Rzymie Kongregację Rzymskiej i Powszechnej Inkwizycji, w 1547 zdecydował o wysłaniu do Faenzy dwóch dominikańskich komisarzy Gregorio Boldriniego (późniejszego biskupa Mantui 1567–1574) i Antonio Vaccani da Lenno (późniejszego inkwizytora Como 1548–1550 i 1558–1564). Dwa lata później kolejnym komisarzem Kongregacji został inny dominikanin Reginaldo Nerli (późniejszy inkwizytor Bolonii 1552–1554). Na początku lat 50. XVI wieku cała Romania została podporządkowana jurysdykcji dominikańskich inkwizytorów Bolonii, których reprezentowali tam komisarze rezydujący w Faenzy i Imoli. Ostatecznie w 1567 papież Pius V zdecydował o całkowitym odebraniu franciszkanom uprawnień inkwizytorskich i powierzeniu ich na stałe dominikanom. W tym samym roku w Faenzy został utworzony stały trybunał inkwizycji rzymskiej pod kierownictwem dominikanów, który obejmował swą jurysdykcją całą prowincję Romanię, oprócz diecezji Rimini i Pesaro. Pierwszym inkwizytorem został Angelo Gazini da Lugo. Trybunał w Faenzy zaliczany był w zakonie dominikańskim do trybunałów pierwszej (czyli najwyższej) klasy.
Nowy trybunał energicznie zabrał się za zwalczanie herezji w Faenzy. W latach 1567–1569 aresztowano około 150 osób, z czego 42 skazano na galery, 27 na więzienie, a 9 skazano na śmierć, z tym, że tylko dwie egzekucje wykonano w Faenzy, a pozostałe siedem w Rzymie.
W latach 1600–1607 na obszarze podległym inkwizytorowi Faenzy utworzono tzw. wikariaty rejonowe, czyli niewielkie okręgi na prowincji nadzorowane przez zastępców inkwizytora tytułowanych jako wikariusze rejonowi. W 1755 inkwizytor Faenzy Dionigi Bellingeri sporządził wykaz podległych mu wikariuszy i innych funkcjonariuszy, który zachował się do tej pory.
W wyniku inwazji rewolucyjnej Francji na Włochy w 1796 w wielu okręgach Państwa Kościelnego zaczęły wybuchać rewolty przeciwko rządom papieskim. Rewolta taka wybuchła także w Faenzy, a wyłonione w jej wyniku władze w lipcu 1797 zlikwidowały miejscowy trybunał inkwizycyjny wraz z konwentem dominikańskim.
Po zakończeniu epoki napoleońskiej i przywróceniu Państwa Kościelnego przez Kongres wiedeński w 1815 Faenza powróciła pod władzę papieską. W grudniu 1824 papież Leon XII zadecydował o wznowieniu działalności inkwizycji. Krok ten spotkał się z oporem mieszkańców. W 1838 Kongregacja Rzymskiej i Powszechnej Inkwizycji, obawiając się rewolty, nakazała inkwizytorowi zniszczenie akt procesowych, aby nie wpadły w ręce rewolucjonistów.
W 1859 Faenza wraz z całą Romanią została zajęta i anektowana przez Królestwo Sardynii. Nowe władze w listopadzie 1859 ostatecznie zniosły inkwizycję.

## Organizacja
Na czele trybunału stał inkwizytor z lombardzkiej prowincji zakonu dominikanów, który tytułowany był oficjalnie jako inkwizytor generalny Romanii i rezydował w konwencie S. Andrea w Faenzy. Podlegały mu diecezje Faenzy, Forlì, Ceseny, Rawenny, Imoli, Cervii, Bertinoro i Sarsiny. W stolicy każdej z tych diecezji inkwizytor zastępowany był przez wikariusza generalnego, nadto podlegało mu dwudziestu wikariuszy rejonowych, którym podlegały następujące wikariaty rejonowe: Brisighella, Castelbolognese, Solarolo, Fognano (utworzone w 1600), Tossignano, Riolo, Lugo, Russi, Bagnacavollo, Cotignola, Sant'Agata, Fusignano, Porto Cesenatico, Marradi i Modigliana (utworzone w 1601), Mordano, Bagnara, Casola, Meldola i Pozzolo (utworzone w 1607).

## Archiwum
Główne archiwum trybunału w Faenzy zostało niemal całkowicie zniszczone, oprócz części dokumentów o charakterze administracyjnym. Do czasów współczesnych zachowało się jednak archiwum wikariatu generalnego w diecezji Imoli, dokumentujące 986 procesów z lat 1551–1771, oraz niewielka część archiwum wikariatu w diecezji Forlì, zawierająca osiem fascykułów z dokumentacją procesową (w tym jeden z 1566/67 i siedem z XVII wieku).

## Inkwizytorzy Faenzy (od 1567)
- Angelo Gazini da Lugo OP (1567–1570)
- Giovanni Battista Venturini da Lugo OP (1571–1578)
- Vincenzo Busiatti da Montesanto OP (1578–1581)
- Alberto Drago da Fiorenzuola OP (1581–1587)
- Egidio Pusterla da Piacenza OP (1587–1591)
- Alberto Cheli da Lugo OP (1591–1599)
- Pietro Martire Rinaldi OP (1599–1602)
- Stefano Vicari OP (1602–1604)
- Pietro Maria Fatigato da Legnano OP (1604–1609)
- Serafino Montini da Cagli OP (1609–1615)
- Paolo Franci da Napoli OP (1615–1618)
- Girolamo Maria Zambeccari OP (1618–1622)
- Paolo Canevari da Gabiano OP (1622–1623)
- Giovanni Michele Pio da Bologna OP (1623–1625)
- Tommaso Novati da Taggia OP (1625–1634)
- Michele Sassi da Taggia OP (1634–1643)
- Camillo Campeggi da Pavia OP (1644–1652)
- Giovanni Vincenzo Paolini da Garessio OP (1652–1660)
- Agostino Cermelli da Alessandria OP (1661–1679)
- Michele Pio Passi OP (1679–1686)
- Pio Felice Cappasanta OP (1686–1695)
- Francesco Ottavio Oresti da Nizza OP (1695–1704)
- Antonio Leoni da Padova OP (1705)
- Giovanni Battista Sambaldo da Savona OP (1705–1707)
- Giovanni Francesco Orselli da Forlì OP (1707–1712)
- Vincenzo Maria Ferrero da Nizza OP (1712–1725)
- Bonaventura Maria Grossi da Savona OP (1725–1737)
- Felice Maria Lazzaroni OP (1737?–1743)
- Giacinto Antonio Biondi da Lugo OP (1743-1750)
- Dionigi Bellingeri da Pavia OP (1750–1758)[3]
- Tommaso Agostino Ciccarelli OP (1758-1760)
- Serafino Torni da Venezia OP (1760)
- Gian Battista Wahemans OP (1761–1770)[4]
- Angelo Tommaso Gattelli d'Argenta OP (1770–1778)[5]
- Vincenzo Lodovico Pavoni OP (1778–1789?)[6]
- Vincenzo Maria Alisani OP (1789?–1792)
- Angelo Maria Merenda OP (1792–1797)
- wakat (do 1824)
- Angelo Domenico Ancarani OP (1824–ok. 1832?)[7]
- Pier Gaetano Feletti OP (1833–1839)
- Giacinto Antonio Bragieri OP (1839–1859?)[8]
- Pio Sebastiano Pallavicino OP (1859)[9]